# Edouard Dubar
Edouard Julien Joseph Dubar (geboren 2. August 1803 (14 Thermidor XI) in Oostende, Erste Französische Republik; gestorben 27. Mai 1875 ebenda) war ein belgischer Maler. Er signierte auch mit dem Anagramm Braud.

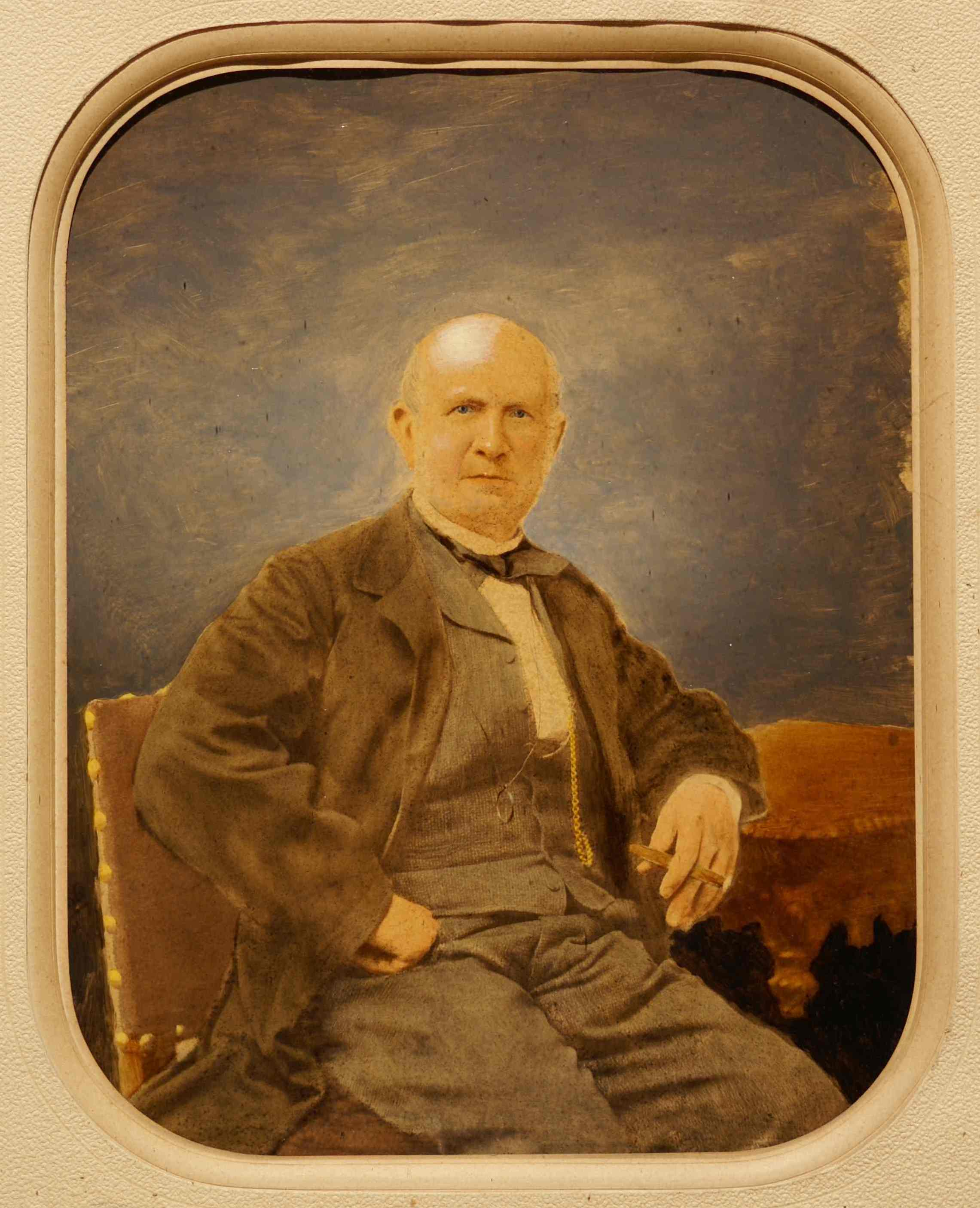
Porträt (ohne Autor, ohne Datum)

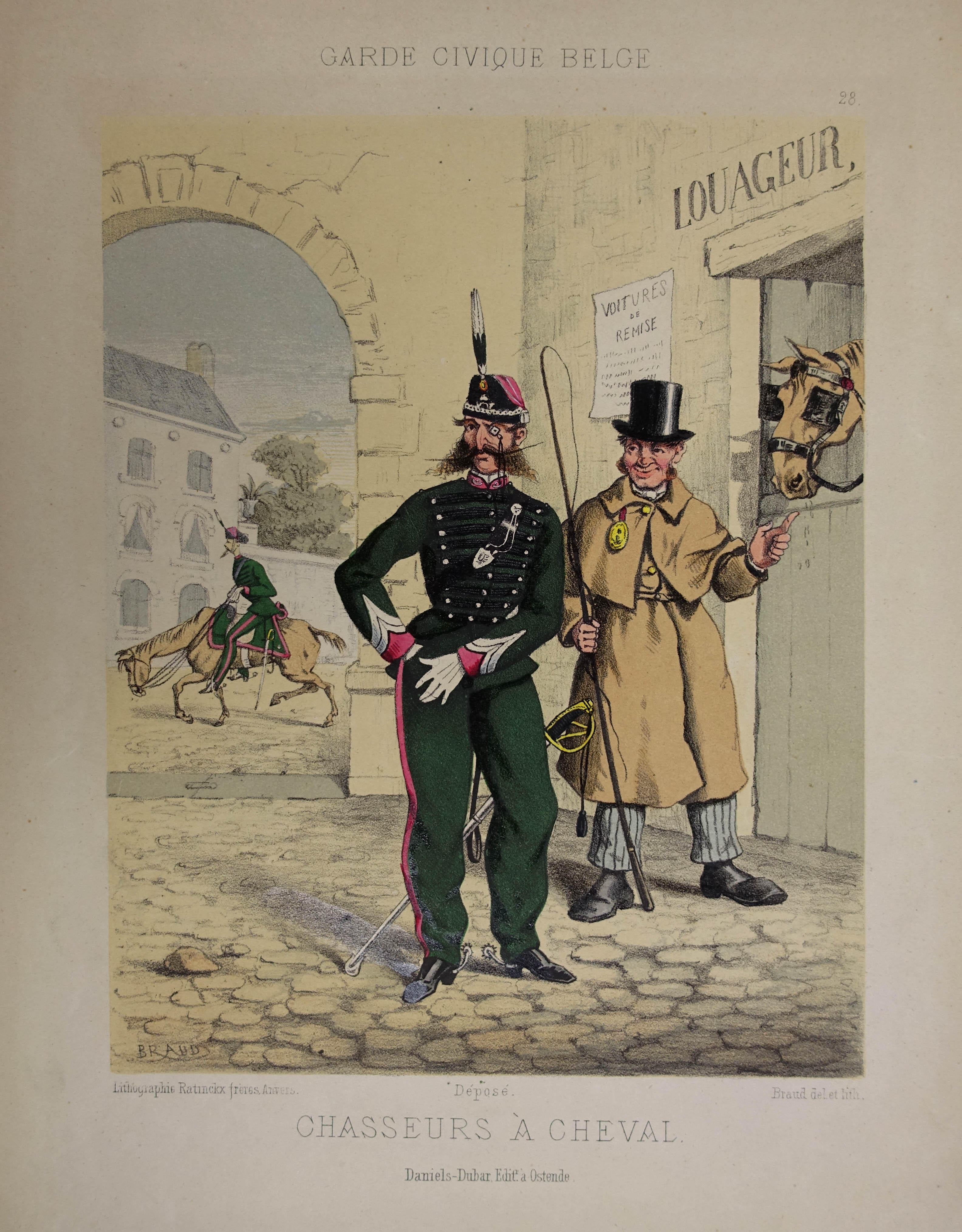
Braud: Chasseurs à cheval (1865)

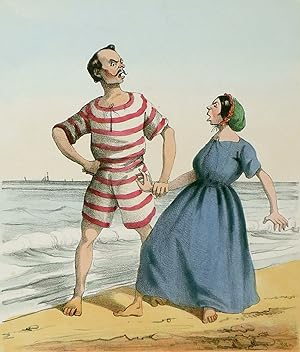
man sagt, es gäbe Haie

## Leben
Edouard Dubar war ein Sohn des Chirurgen Ignace Dubar und der Theresia Roselt. Er war vielleicht Schüler an der privaten Zeichenschule von François Antoine Bossuet, der ein Bekannter seiner Familie war. Bei seiner Heirat 1825 mit Theresia Rackmann gab er Musiker als Beruf an, sie hatten eine Tochter. Dubar übersiedelte nach Brüssel, 1834 nach Saint-Josse-ten-Noode, 1837 nach Schaarbeek. Seit 1843 arbeitete er als Beamter im belgischen Kriegsministerium und später im Finanzministerium. Im Jahr 1858 betrieb er eine kleine Druckerei in Oostende. Ab 1865 führte er ein Souvenirgeschäft in Oostende, wo er 1871 den 1860 geborenen James Ensor in die Malerei einführte. Mit seinem Schwiegersohn Joseph Philippe Daniels eröffnete er 1867 ein Fotostudio.
Dubar malte Landschaften, Stadtansichten und war romantischer Marinemaler. Seine typenhaften Karikaturen Ostender Badegäste wurden seit 1860 als Lithographien vertrieben. Als er einen Band Lithographien unter dem Titel Types de l'armee belge 1865 veröffentlichte, wurde er wegen der karikaturenhaften Darstellung der belgischen Offiziere juristisch verfolgt.